# As The Light Goes Out
As The Light Goes Out é um filme de ação e drama de 2014. O filme foi lançado na China e estrelado por Nicholas Tse.

## Sinopse
Os bombeiros da divisão de Pillar Point He Yong Sen (Nicholas Tse), You Bang Chau (Shawn Yue), Lee Pei Dau (Simon Yam) e Hai Yang (Hu Jun) estão esperando uma noite tranquila quando um pequeno incêndio acontece em um armazém de bebidas ameaça a mergulhar toda Hong Kong para as trevas e se espalha para uma usina próxima ao fornecimento de gás natural. Política, rivalidade e desconfiança todos entram em jogo quando as decisões duvidosas são feitas, os avisos são ignorados e seus colegas começam a cair.

## Elenco
- Nicholas Tse como He Yong Sen (Sam)
- Shawn Yue como You Bang Chau
- Simon Yam como Lee Pei Dau
- Hu Jun como Hai Yang
- Bai Bing como Yang Lin
- William Chan como Chang Wen Jian
- Andy On como Ye Zhi Hui
- Patrick Tam como Mr. Wan
- Jackie Chan como (cameo)
- Andrew Lau como (cameo)
- Siu Yam-Yam como (cameo)
- Liu Kai-Chi
- Deep Ng
- Michelle Wai
- Kenny Kwan
- Alice Li